# Can Montal
Can Montal és una masia de Sant Feliu de Buixalleu (Selva) protegida com a Bé Cultural d'Interès Local.

## Descripció
Masia aïllada situada al barri de Gaserans, dins el municipi de Sant Feliu de Buixalleu.
L'edifici, consta de planta baixa i pis, i està cobert per una teulada a doble vessant. Als laterals té construccions annexes.
A la planta baixa, la porta d'entrada, a la que s'hi accedeix a través d'unes escales, és adovellada amb pedra. Al costat esquerre hi ha una porta en arc rebaixat, fet amb dovelles de pedra. Al costat dret, una petita finestra quadranguar amb brancals i llinda de pedra, amb una reixa de ferro forjat.
Al pis, hi destaca la finestra central, amb arc conopial amb arquets i la finestra esquerra en arc conopial.
La façana és de maçoneria i està semi-arrebossada. Hi destaca un rellotge solar.

## Història
No es coneix cap referència documental que permeti datar la masia, tot i que pel tipus d'elements conservats (finestres i porta) cal pensar que podria tractar-se d'una construcció dels segles XV-XVI.